# Eriococcus saboteneus
Eriococcus saboteneus är en insektsart som beskrevs av Kuwana och Tanaka 1922. Eriococcus saboteneus ingår i släktet Eriococcus och familjen filtsköldlöss. Inga underarter finns listade i Catalogue of Life.